# Hydriomena roseostriata
Hydriomena roseostriata är en fjärilsart som beskrevs av W. Warren 1907. Hydriomena roseostriata ingår i släktet Hydriomena och familjen mätare. Inga underarter finns listade i Catalogue of Life.